# Рібатехада
Рібатехада (ісп. Ribatejada) — муніципалітет в Іспанії, у складі автономної спільноти Мадрид. Населення — 656 осіб (2010).
Муніципалітет розташований на відстані близько 38 км на північний схід від Мадрида.
На території муніципалітету розташовані такі населені пункти: (дані про населення за 2010 рік)
- Рібатехада: 503 особи
- Парахе-дель-Арсобіспо: 137 осіб
- Ель-Хункаль: 16 осіб
- Сарсуела-дель-Монте: 0 осіб

## Демографія
Динаміка населення (INE ):

## Галерея зображень

Розташування муніципалітету у автономній спільноті Мадрид